# Zmięk żółty
Zmięk żółty (Rhagonycha fulva) – gatunek owada z rzędu chrząszczy, rodziny omomiłkowatych. Drapieżnik, odżywia się drobnymi owadami.

## Wygląd
Zmięk żółty osiąga długość od 7 do 10 mm. Jego ciało ma czerwono-żółtą barwę, jedynie czułki (bez pierwszego członu, licząc od czoła) oraz tylna część pokryw są czarne. Ciało wydłużone i spłaszczone grzbietobrzusznie. Pancerzyk chitynowy częściowo odsłania koniec odwłoka i jest stosunkowo miękki, co znalazło odzwierciedlenie w wielu nazwach zwyczajowych rodzaju, także i w polskiej (zmięk).

## Występowanie
Powszechny w Europie i Azji Mniejszej, na terenach trawiastych i zakrzaczonych. Poza Europą wykazany z Turcji, Azerbejdżanu, Gruzji, Syrii, Iranu, Turkmenistanu i Maroka.